# 504 a. C.
El año 504 a. C. fue un año del calendario romano prejuliano. En el Imperio Romano, fue conocido como el año 250 Ab Urbe condita.

## Acontecimientos
- Guerra entre los romanos y los sabinos. Los sabinos, dirigidos por Sexto Tarquinio; y aliados con las ciudades de Fidenas y Cameria son derrotados en Fidenas por los romanos.
- Los jonios, vasallos del rey aqueménida Darío I, tomaron la ciudad de Bizancio en este año.

- Datos: Q240916